# The Dark Crystal
The Dark Crystal és una pel·lícula d'aventures amb titelles estrenada el 1982 dirigida per Jim Henson i Frank Oz. Protagonitza les veus de Stephen Garlick, Lisa Maxwell, Billie Whitelaw, Percy Edwards, i Barry Dennen. La pel·lícula va ser produïda per ITC Entertainment i Henson Associates i distribuïda per Universal Pictures. La trama gira al voltant de Jen, un Gelfling a la recerca de restablir l'equilibri en el món de Thra de la raça estrangera dels Skeksis en restaurar un poderós Cristall trencat.
Es va comercialitzar com a pel·lícula familiar, però era notablement més fosc que el material anterior dels creadors. L'animatrònica utilitzada a la pel·lícula es va considerar innovadora. L'artista conceptual principal va ser l'il·lustrador de fantasia Brian Froud, famós pels seus distintius dissenys de fades i nans. Froud també va col·laborar amb Henson i Oz per al seu proper projecte, la pel·lícula Laberint de 1986.
The Dark Crystal va ser produïda per Gary Kurtz, mentre que el guió va ser escrit per David Odell, amb qui Henson va treballar anteriorment com a escriptor de personal de The Muppet Show. La banda sonora de la pel·lícula va ser composta per Trevor Jones. La pel·lícula va rebre crítiques mitjanes a positives dels crítics principals; Si bé va ser criticada pel seu to més fosc i més dramàtic en contrast amb les obres anteriors de Henson, va ser lloada pels seus efectes narratius, estètics, especials i personatges, i posteriorment es va convertir ena una pel·lícula de culte. Uns 37 anys després, el 30 d'agost de 2019 es va estrenar a Netflix una sèrie de televisió de preqüela anomenada The Dark Crystal: Age of Resistance.

## Argument
Un gelfling ha de complir una missió per ser l'elegit per una profecia antiga: restaurar el cristall fosc amb un fragment perdut malgrat els obstacles que posen els skeksis, una raça maligna que controla el cristall en l'actualitat. Jen, aquest gelfling, abandona llavors la seva llar adoptiva (els seus pares havien estat assassinats justament per intentar impedir aquesta missió) i creua diversos indrets per arribar al palau del cristall fosc. Pel camí coneix una altra gelfling, qui li revela que són els darrers membres de la seva raça. Junts superen diversos perills amb ajuda dels animals i del que han après al llarg de la seva vida fins que aconsegueixen retornar l'equilibri al món.

## Anàlisi
La pel·lícula va ser un dels primers intents de Henson de fer titelles per a adults i per això va recórrer a esquemes de la fantasia, com l'heroi que ha de complir una missió malgrat no semblar preparat per a fer-ho o la troballa de criatures de diferents races. L'entorn màgic li permetia experimentar amb personatges i efectes nous, ja que els titelles tenien una alta complexitat de moviments. Tot i que no va resultar un èxit immediat de taquilla, la pel·lícula es va tornar de culte, fins al punt de generar seqüeles i llibres ambientats en la seva cosmologia.

## Repartiment
Principals
- Stephen Garlick com a Jen, un gelfling criat per els urRu i a qui se li ha confiat restaurar el cristall fosc. Controlat per Jim Henson i actuacions de Kiran Shah.
- Lisa Maxwell com a Kira, un gelfling criat per podlings que s'uneix a la recerca de Jen. Controlat per Kathryn Mullen i actuacions de Kiran Shah.
- Billie Whitelaw com a Aughra: El Guardià dels Secrets, l'encarnació del planeta Thra i un astrònom. Controlat per Frank Oz i actuacions de Kiran Shah i Mike Edmonds.
- Percy Edwards com a Fizzgig: Una espècie d'animal a Thra que és la mascota de Kira. Controlat per Dave Goelz.

Skeksis
- Barry Dennen com a skekSil/El Camarlenc: Un skeksis que va ser bandejat després del seu intent fallit de reclamar el tron, controlat per Frank Oz.
- Michael Kilgarriff com a skekUng/El General: El Garthim-Master de geni curt que es converteix en l'actual emperador. Controlat per Dave Goelz.
- Jerry Nelson com a skekZok/El Mestre de Rituals: El gran sacerdot de la Cerimònia del Sol. Controlat per Jim Henson. Tant Nelson com Henson també van interpretar a skekSo, l'Emperador Skesis que havia governat a Thra abans de la seua mort al començament de la pel·lícula.
- Thick Wilson com a skekAyuk/El Gastrònom: L'organitzador dels banquets skeksis banquets. Controlat per Louise Gold.
- Brian Muehl com a skekEkt/L'Ornamentista: El dissenyador de les peces de vestir skeksis.
- Steve Whitmire com a skekTek/El Científic: Un partidari de skekUng que fa servir el Dark Crystal per a drenar l'essència vital dels podlings i els gelflings.
- John Baddeley com a skekOk/El Custodi dels Pergamins: L'historiador del Castell de Cristall. Controlat per Bob Payne.
- David Buck com a skekNa/L'Esclavista: El més maligne dels skeksis, qui supervisa els podlings esclavitzats. Controlat per Mike Quinn.
- Charles Collingwood com a skekShod/El Tresorer: Un ben parlat skeksis que vetlla per les riqueses del Castell de Cristall. Controlat per Tim Rose.

urRu/Místics
- Sean Barrett com a urZah/El Guardià de Rituals: L'homòleg urRu/místic de skekZok i líder de facto dels místics. Controlat per Brian Muehl. Barret i Muhel també van interpretar a urSu/El Mestre, L'homòleg urRu/místic de skekSo que mor al principi del film.
- Richard Slaughter com a urIm/El Sanador: L'homòleg urRu/místic de skekUng. Controlat per Dave Greenaway.
- Jean Pierre Amiel com a urUtt/El Teixidor: L'homòleg urRu/místic de skekEkt.
- Hugh Spight com a urAmaj/El Cuiner: L'homòleg urRu/místic de skekAyuk.
- Robbie Barnett com a urYod/El Numeròleg: L'homòleg urRu/místic de skekShod.
- Swee Lim com a urNol/L'Herborista: L'homòleg urRu/místic de skekNa.
- Simon Williamson com a urSol/El Cantor: L'homòleg urRu/místic de skekSil.
- Hus Levant com a urAc/L'Escriba: L'homòleg urRu/místic de skekOk.
- Toby Philpott com a urTih/L'Alquimista: L'homòleg urRu/místic de skekTek.

Altres
- Joseph O'Conor com a UngIm, l'urSkek del qual van derivar skekUng i urIm, i el narrador.
- Hugh Spight, Swee Lim, i Robbie Barnett com els landstriders.
- Miki Iveria, Patrick Monckton, Sue Weatherby, i Barry Dennen com les veus dels podlings/gent pod.

## Producció

### Desenvolupament
| «                       | El nucli espiritual de The Dark Crystal està molt influenciada per Seth. Sempre he sentit que la idea d'éssers perfectes es divideix en una bona part mística i que una part materialista dolenta que es reuneixen després d'una llarga separació és la resposta de Jim als ensenyaments d'aquest llibre. Jim va admetre que no entenia el llibre ell mateix i que tothom ho entendria—o no entendre-ho—a la seva manera. Però va pensar que va obrir una forma molt diferent de mirar la realitat, que crec que era un dels seus objectius en la confecció de The Dark Crystal. | » |
| — Guionista David Odell | |   |

La inspiració de Henson pels aspectes visuals de la pel·lícula va sorgir el 1975–76, després que veiés una il·lustració de Leonard B. Lubin en una edició de 1975 de la poesia de Lewis Carroll mostrant cocodrils que viuen en un palau i portaven túniques elaborades i joies. Les arrels conceptuals de la pel·lícula radicaven en els episodis de curta durada de Henson de The Land of Gorch, que també va tenir lloc en un món aliè sense personatges humans. Segons el codirector Frank Oz, la intenció de Henson era "tornar a la foscor dels Contes de fades dels Grimms" original, ja que no veia bé que els nens no tinguin por.
Henson va formular les seves idees en una història de 25 pàgines que ell va titular The Crystal, que va escriure mentre nevava a l'hotel d'un aeroport. El concepte original de Henson es va situar en un món anomenat Mithra, una terra boscosa amb muntanyes parlants, còdols i híbrids de plantes animals. La trama original implicava una raça malèfica anomenada el grup Reptus, que va prendre el poder en un cop contra el pacífic Eunaze, dirigit per Malcolm el Savi. L'últim supervivent de l'Eunaze va ser el fill de Malcolm, Brian, que va ser adoptat pels Badi, els bruixots místics de Mithra.
L'esborrany contenia elements del producte final, incloses les tres races, els dos funerals, la recerca, un personatge secundari femení, el Cristall i la reunificació de les dues races durant la Gran Conjunció. "Mithra" es va abreujar més tard a "Thra", per semblances que tenia el nom original amb una antiga deïtat persa. El personatge Kira també va ser en aquell moment anomenat Dee.
La major part del rerefons filosòfic de la pel·lícula estava inspirat de "Seth Material" de Jane Roberts. Henson guardava diverses còpies del llibre Seth Speaks, i va insistir que Froud i el guionista David Odell el llegeixin abans de col·laborar per a la pel·lícula. Odell va escriure més tard que la línia d'Aughra "Podria estar en qualsevol lloc," després de dir-li Jen que el seu mestre era mort, no s'hauria pogut escriure sense haver llegit el material de Roberts per primera vegada.
Els Bada van ser reanomenats "Ooo-urrrs," que Henson ho pronunciaria "molt lentament i amb una veu de ressonància profunda." Odell va simplificar-ho a urRu, tot i que finalment van ser nomenats Místics a la versió de cinema. La paraula "Skeksis" inicialment era el plural, amb "Skesis" essent singular, tot i que això es va treure en el procés de rodatge. Originalment, Henson volia que els Skeksis parlessin una llengua construïda, amb el diàleg subtitulat en anglès.
Les opinions difereixen quant a qui va crear l'idioma i en què es basa. Gary Kurtz va afirmar que el llenguatge Skeksis va ser concebut per l'autor Alan Garner, que es va basar en l'egipci antic, mentre que Odell va afirmar que va ser ell qui ho va crear i que es va formar a partir d'arrels indoeuropees. Aquesta idea va ser abandonada després que les audiències de preestrena trobessin els subtítols massa distractius, però l'efecte original es pot observar en escenes seleccionades en les diferents versions de DVD. El llenguatge dels Podlings es basava en el serbocroat, amb Kurtz assenyalant que els membres de l'audiència fluents en polonès, rus i altres llengües eslaves podrien comprendre paraules individuals, però no frases completes.

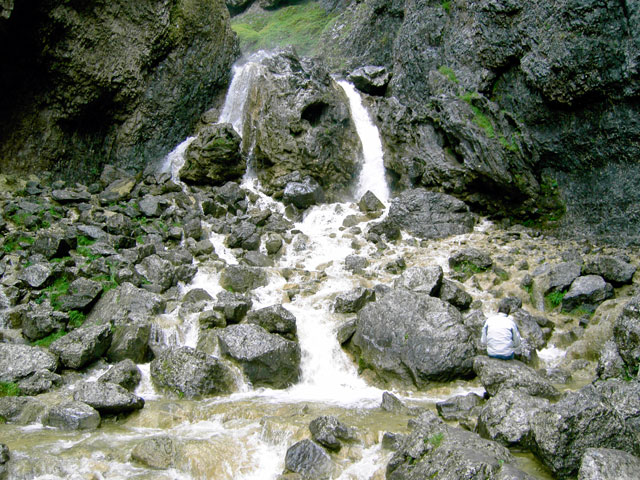
Gordale Scar, una de les ubicacions utilitzades en el rodatge

La pel·lícula es va rodar a Elstree Studios d'abril–desembre de 1981, i es van rodar escenes exteriors a les Terres altes d'Escòcia; Gordale Scar, North Yorkshire, Anglaterra; i Twycross, Leicestershire, Anglaterra. Un cop finalitzada la filmació, el llançament de la pel·lícula es va retardar després que Lew Grade vengués ITC Entertainment a Robert Holmes à Court, que es mostrava escèptic sobre el potencial de la pel·lícula, per les males reaccions de la previsualització i la necessitat de tornar a donar veu a la banda sonora de la pel·lícula. La pel·lícula va rebre publicitat mínima i llançament fins que Henson la va comprar a Holmes à Court i va finançar el seu llançament amb els seus propis diners.

### Disseny

Un dels vestits originals dels Skeksis, que es mostra al Centre d'Arts de Titelles d'Atlanta, Geòrgia, EUA.

Brian Froud va ser escollit com a artista conceptual després que Henson veiés una de les seves il·lustracions del llibre Once upon a time. Els personatges de la pel·lícula són titelles elaborats, i cap no es basa en humans ni en cap altra criatura de la Terra. Abans del seu llançament, The Dark Crystal va ser considerada la primera pel·lícula d'acció real sense éssers humans en pantalla i "un aparador per a animatrònica d'avantguarda".
Les mans i els trets facials dels innovadors titelles animatrònics de la pel·lícula es van controlar amb varilles i cables relativament primitius, tot i que el control radiofònic es va fer càrrec de molts dels moviments subtils. Els intèrprets humans dins dels titelles proporcionaven un moviment bàsic per a les criatures més grans, que en alguns casos era perillós o esgotador; per exemple, els vestits de Garthim eren tan pesats que els intèrprets havien de ser penjats en un bastidor cada pocs minuts per descansar mentre es trobaven dins dels vestits. Una mímica de Suïssa va ser contractada per ajudar a coreografiar els moviments dels titellaires.
Mentre es van conceptualitzar els Skeksis, Henson tenia en compte els set pecats capitals, tot i que, perquè hi havia deu Skeksis, alguns pecats van haver de ser inventats o utilitzats dues vegades. Froud originalment els va dissenyar per semblar peixos de mar profund, però després els va dissenyar com a "mig rèptil, mig ocell predador, mig drac", amb èmfasi en donar-los una "mirada penetrant." Cada Skeksis es va concebre amb una "feina" o funció diferent, així, cada titella es vestia amb túniques multicolors destinades a reflectir les seves personalitats i pensaments.
Cada vestit de Skeksis requeria un intèrpret principal, el braç del qual s'estengués sobre el cap per tal d'operar els moviments facials de la criatura, mentre que l'altre braç operava la seva mà esquerra. Un altre intèrpret explotaria el braç dret del Skeksis. Els intèrprets de Skeksis van compensar la seva falta de visió al tenir un monitor lligat al pit.

Titella d'un Místic, Museu Nacional d'Història Americana de la Smithsonian Institution.

Al dissenyar els Místics, Froud els va retratar com a més connectats al món natural que els seus homòlegs Skeksis. Henson tenia la intenció de transmetre la idea que eren eliminades de totes les necessitats materialistes, però no podien actuar en el món real. Froud també va incorporar un simbolisme geomètric a tota la pel·lícula per tal de donar a conèixer la unitat implícita de les dues races. Els Místics eren les criatures més difícils per actuar, ja que els actors havien de caminar sobre els embuts amb el braç dret estès cap endavant, amb tot el pes del cap damunt. El propi Henson podia mantenir una posició amb un vestit místic només durant 5-10 segons.
Els Gelflings van ser dissenyats i esculpits per Wendy Midener. Eren difícils d'actuar, ja que eren les criatures més humanes de la pel·lícula i, per tant, els seus moviments, particularment la seva marxa, havien de ser el més realistes possibles. Durant les escenes en què les cames dels Gelflings estaven fora de la càmera, els intèrprets caminaven de genolls per tal de fer més realistes els moviments del personatge. Segons Odell, el personatge de Jen era la manera de Henson de projectar-se a la pel·lícula. Jen originalment havia de ser blau, en homenatge a la deïtat hindú Rama, però aquesta idea va desaparèixer ben aviat.
Aughra va ser originalment ideada com una "criatura petita ocupada i curiosa" anomenada Habeetabat, tot i que el nom va ser rebutjat per Froud, que va trobar el nom semblant a Habitat, un comerciant que menyspreava. El personatge es va revisar com a vident o profetessa, i va canviar el nom d'Aughra. A la selecció d'un actor de veu per a Aughra, Henson es va inspirar en Zero Mostel com a "una mena d'ocell demanant que intenta superar la síndrome de Tourettes" a Watership Down. Encara que el personatge anava a tenir la veu original de Frank Oz, Henson volia una veu femenina i, posteriorment, va seleccionar Billie Whitelaw.
El personatge Fizzgig va ser inventat per Frank Oz, que volia un personatge que servís la mateixa funció que el Muppet Foo-Foo, sentint que, com Miss Piggy, el personatge Kira necessitava una sortida per al seu costat solidari. El disseny del personatge tenia com a objectiu transmetre la idea d'una "repel·lent de xicots", per contrastar la idea popular que és més fàcil formar un vincle amb un membre del sexe oposat amb l'assistència d'un gos simpàtic.
Els Podlings es van concebre com a persones en plena harmonia amb el seu entorn natural, de manera que Froud va basar el seu disseny en el de les patates. El seu poble es va modelar a la casa de la família Henson.
En dissenyar els Garthim, Froud es va inspirar en els carapaces descartades dels seus sopars de llagosta amb Henson. Els Garthim van ser dissenyats per primera vegada tres anys després de la realització de la pel·lícula i estaven fets en gran part de fibra de vidre. Cada vestit pesava 32kg, per tant, els intèrprets de Garthim encara amb vestit van haver de suspendre's sovint en bastidors per recuperar-se.
The Dark Crystal va ser l'última pel·lícula en què el cinematògraf Oswald Morris, BSC, es va implicar abans de retirar-se. Va rodar tot el metratge amb un "light flex", una unitat col·locada davant de la càmera que donava un color tènue a cada escena per donar a la pel·lícula una atmosfera de conte de fades similar a les pintures originals de Froud.

### Música
La banda sonora de la pel·lícula va ser composta per Trevor Jones, que es va implicar abans de començar el rodatge. Jones va voler inicialment compondre una partitura que reflectís la raresa de la pel·lícula mitjançant instruments acústics, electrònica i estructures de construcció. Es va desestimar a favor d'una partitura orquestral interpretada per l'Orquestra Simfònica de Londres una vegada que Gary Kurtz es va implicar, ja que es va pensar que una banda sonora inusual distrauria al públic. El tema principal de la pel·lícula és una composició dels temes dels Skeksis i els Místics. Jones va escriure el tema del nadó Landstrider en honor de la seva filla nounada.

## Llançament

### Ingressos
The Dark Crystal es va estrenar a 858 cinemes a l'Amèrica del Nord el 17 de desembre de 1982. En els seus caps de setmana inicials, tenia un atractiu limitat amb el públic per diverses raons, incloses les preocupacions dels pares sobre la seva naturalesa fosca, les connexions creatives amb la franquícia Muppet de la família de Henson i la competència. d'altres pel·lícules, incloses Tootsie i el ja massivament reeixit ET, l'extraterrestre. Va aconseguir 40.577.001 dòlars en taquilla, aconseguint obtenir beneficis. La pel·lícula es va convertir en la 16a pel·lícula més important del 1982 a l'Amèrica del Nord. Fins a la data, segueix sent una de les pel·lícules d'animació de titelles més grans de tots els temps, especialment per a la seva producció interna.

### Rebuda
La pel·lícula va rebre una resposta mixta després del seu llançament original, però ha rebut una millor acollida en els últims anys, convertint-se en un dels favorits entre els fans de Henson i la fantasia. Actualment, té una qualificació d'aprovació del 78% a l'agregador de revisions Rotten Tomatoes, basat en 45 opinions amb una valoració mitjana de 6,43/10. El consens crític del lloc web declara que la narrativa de The Dark Crystal mai no s'acosta a l'esplendor visual de la pel·lícula, però continua sent una entrada admirablement inventiva i singularment intensa al cànon de Jim Henson." Vincent Canby de The New York Times va revisar negativament la pel·lícula, descrivint-la com un "J. R. R. Tolkien passat per aigua... sense encant i interès." Kevin Thomas li va donar una valoració més positiva al Los Angeles Times: "A diferència de moltes fantasies en pantalla, The Dark Crystal emet el seu encanteri des dels seus primers fotogrames i procedeix tan ràpidament que s'ha acabat abans que se t’adonis. Et queda la sensació que acabes de despertar d'un somni."
Al 2008, l'American Film Institute va nomenar aquesta pel·lícula per la seva llista de les 10 millors pel·lícules de fantasia.

### Premis
- Nominació als millors efectes especials - BAFTA (Roy Field, Brian Smithies, Ian Wingrove)
- Guanyador a la millor pel·lícula de fantasia - Saturn Awards (Jim Henson, Gary Kurtz)
- Nominació als millors efectes especials - Saturn Awards (Roy Field, Brian Smithies)
- Guanyador Grand Prize - Avoriaz Fantastic Film Festival (Jim Henson, Frank Oz)
- Nominació a la millor presentació dramàtica - Hugo Awards (Jim Henson, Frank Oz, Gary Kurtz, David Odell)

### Llançament domèstic
The Dark Crystal va ser llançat per primera vegada en VHS, Betamax, i CED per Thorn EMI Video el 1983. L'empresa successora HBO Video va tornar a llançar-lo en VHS el 1988 i també a llançar-lo en pantalla ampla amb LaserDisc per primera vegada. El 29 de juliol de 1994, Jim Henson Video (a través de Buena Vista Home Video de Disney) va tornar a publicar la pel·lícula de nou en VHS i en un nou LaserDisc de pantalla panoràmica. El 5 d'octubre de 1999, Sony Pictures Home Entertainment i Jim Henson Home Entertainment van donar a la pel·lícula un llançament final de VHS i també es va publicar en DVD per primera vegada i ha tingut diversos re-llançaments des que va incloure una edició de col·leccionista el 25 de novembre de 2003 i una edició del 25è aniversari el 14 d'agost de 2007. També es va publicar en el UMD Universal Media Disc per a Playstation Portable (PSP) el 26 de juliol de 2005. Es va publicar en Blu-ray el 29 de setembre de 2009.
Una altra edició d'aniversari de The Dark Crystal es va anunciar el desembre de 2017, amb una nova restauració del negatiu de la càmera original, i es va llançar en Blu-ray i 4K Blu-ray el 6 de març de 2018. Abans del llançament de 4K/Blu-Ray, Fathom Events va presentar la impressió restaurada de The Dark Crystal als cinemes estatunidencs els dies 25 i 28 de febrer i 3 i 6 de març de 2018.

## Novel·lització
Una novel·liizació llicenciada de la pel·lícula va ser escrit per A.C.H. Smith. Henson va tenir un gran interès per la novel·la, ja que el considerava una part legítima del món de la pel·lícula en comptes de publicitat. Va demanar en un principi a Alan Garner per escriure-la, però es va negar a causa de compromisos anteriors. Henson i Smith es van reunir diverses vegades en àpats per parlar del progrés de la novel·la. Segons Smith, l'únic gran desacord que havia sorgit va ser sobre el desacord dels Podlings, que ell considerava "avorrits". Va incloure una escena en què un Garthim que portava un sac de Podlings va caure per un penya-segat i els va aixafar. Henson va considerar que aquesta escena era un element de "crueltat gratuïta" que no entrava bé en l'àmbit de la història. Per ajudar a Smith en la seva visualització del món de The Dark Crystal, Henson el va convidar a visitar Elstree Studios durant la filmació de la pel·lícula. El juny de 2014, Archaia Entertainment va reimprimir la novel·la, tot i que va incloure extres com algunes de les il·lustracions de Brian Froud i les notes de Jim Henson.

## Continuació cancel·lada
Durant la fase de desenvolupament de The Dark Crystal, el director Jim Henson i el guionista David Odell van discutir idees per a una possible seqüela. Gairebé 25 anys després, Odell i la seva dona Annette Duffy van arreglar el que Odell podia recordar d'aquests debats per elaborar un guió de The Power of the Dark Crystal. Genndy Tartakovsky va ser contractat el gener del 2006 per dirigir i produir la pel·lícula a través dels estudis d'animació de The Orphanage a Califòrnia.
No obstant això, davant de retards considerables, la Jim Henson Company va anunciar diversos canvis importants en un comunicat de premsa el maig de 2010: anava a col·laborar amb Omnilab Media amb seu a Austràlia per produir la seqüela, el guionista Craig Pearce havia reelaborat el guió d'Odell i Duffy i l'equip de direcció de Michael i Peter Spierig van substituir a Tartakovsky. A més, la pel·lícula s'estrenaria en 3D estereoscòpic.
Durant un panell de discussió celebrat al Museu de la Imatge en Moviment el 18 de setembre de 2011, per commemorar el llegat de Jim Henson, la seva filla Cheryl va revelar que el projecte tornava a estar en hiat. Més recentment, es va informar al febrer de 2012 que Omnilab Media i els germans Spierig tenien opinions oposades amb Henson Company per preocupacions pressupostàries; la producció de la pel·lícula es va suspendre indefinidament. El maig del 2014, Lisa Henson va confirmar que la pel·lícula encara estava en desenvolupament, però no es trobava en preproducció.
En definitiva, es van abandonar els plans d'un llargmetratge i es va adaptar el guió no rodat a una sèrie de còmics de 12 números. The Power of the Dark Crystal d'Archaia Comics i BOOM! Studios, llançat el 2017.

## Novel·les de preqüela
L'1 de juliol de 2013 la The Jim Henson Company va anunciar que, en associació amb Grosset and Dunlap (una divisió de publicacions del Penguin Group USA), farien un Dark Crystal Author Quest Contest; un concurs per a escriure una novel·la de Dark Crystal, que serviria de preqüela del film original. La història tindria lloc al món de Dark Crystal durant una Reunió Gelfling. L'autor guanyador va ser J.M. (Joseph) Lee de Minneapolis (Minnesota), la història del qual, "The Ring of Dreams", fou seleccionada entre quasi 500 propostes.
La sèrie de novel·les consisteix en quatre llibres: "Shadows of the Dark Crystal", publicat el 28 de juny de 2016; "Song of the Dark Crystal", publicat el 18 de juliol de 2017; "Tides of the Dark Crystal", publicat el 24 de desembre de 2018; i "Flame of the Dark Crystal", publicat el 27 d'agost de 2019. Juntes, les novel·les serveixen per a preparar el terreny per a la sèrie de televisió de Netflix "Age of Resistance", centrant-se en les aventures d'alguns dels personatges secundaris de la sèrie.

## Sèrie de preqüela
El maig de 2017 va ser anunciat que The Jim Henson Company en associació amb Netflix produiria una seqüela en forma de sèrie titulada The Dark Crystal: Age of Resistance. La filmació començaria la tardor de 2017 amb Louis Leterrier com a director. La preqüela seria escrita per Jeffrey Addiss, Will Matthews, i Javier Grillo-Marxuach. Hi hauria 10 episodis i la sèrie exploraria el món creat en el film original. El 21 de maig de 2019 va ser anunciat que la sèrie s'estrenaria el 30 d'agost de 2019.